# Straßenverkehr in Mannheim
Das weltweit erste Automobil fuhr 1886 über Mannheims Straßen. 1935 wurde einer der ersten Reichsautobahn-Anschlüsse eröffnet. Auch heute ist die Stadt im Zentrum des Rhein-Neckar-Dreiecks hervorragend an das Fernverkehrsnetz angebunden.

## Regional- und Fernverkehr

### Überregionales Autobahnnetz

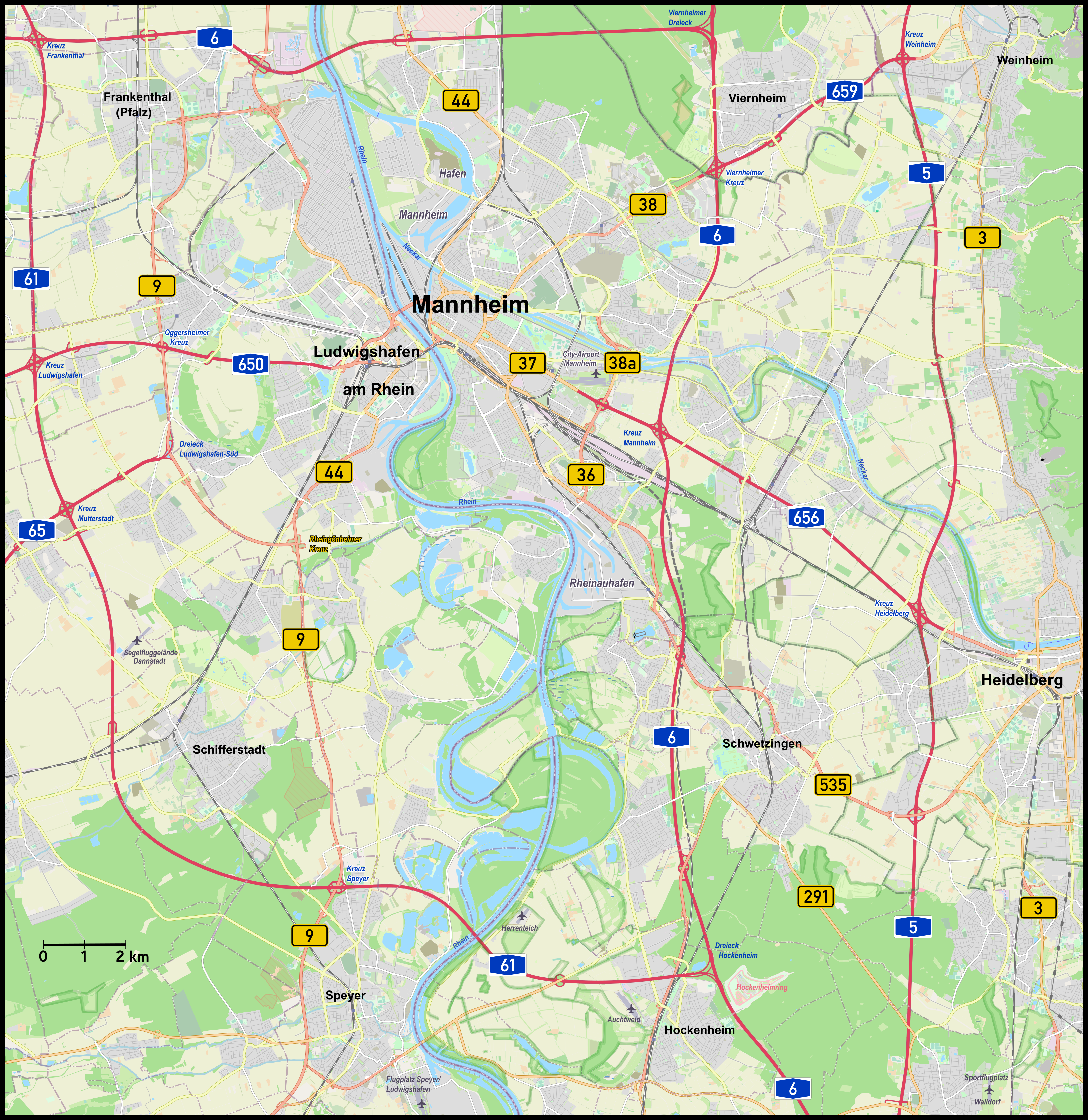
Hauptverkehrsstraßen (mindestens vierspurig) in und um Mannheim

Im Norden und Osten verläuft die A 6 (Saarbrücken – Mannheim – Heilbronn – Nürnberg). Von ihr zweigt am Viernheimer Dreieck die A 67 Richtung Frankfurt am Main ab. Weiter im Osten verläuft parallel die A 5 (Frankfurt – Heidelberg – Karlsruhe – Basel). Gemeinsam mit der linksrheinischen A 61 (Köln – Koblenz – Ludwigshafen – Dreieck Hockenheim) im Westen stellen sie überregionale Verbindungen in alle Richtungen her.

### Autobahnring Mannheim-Ludwigshafen
Die A 6 umschließt den Norden und Osten des Mannheimer Stadtgebietes eng. Gemeinsam mit der im Westen und Süden verlaufenden stadtferneren A 61 bildet sie einen äußeren Autobahnring um Mannheim und Ludwigshafen, der rund 80 km groß ist.
Die Vollendung eines engeren Autobahnrings im Süden wurde nicht verwirklicht. Eine Verbindung der B 9 bei Ludwigshafen-Rheingönheim über den Rhein hin zum Rhein-Neckar-Schnellweg (B 38a) steht nicht in Aussicht.

### Verbindungen nach Mannheim
Das nördliche Stadtgebiet ist über die B 44 ins hessische Ried angebunden, sie stellt mit der Anschlussstelle Mannheim-Sandhofen auch eine Verbindung zur A 6 her.
Im Osten binden die beiden radial verlaufenden Stichautobahnen A 659 und A 656 das Mannheimer Stadtzentrum an die Nord-Süd-Autobahnen an und verbinden diese gleichzeitig als Querspangen. Die A 659 ersetzt einen Teil der B 38 und verläuft von Mannheim-Käfertal weiter nordöstlich über Viernheim bis nach Weinheim. Sie schneidet die A 6 im Viernheimer Kreuz und die A 5 im Autobahnkreuz Weinheim. Die A 656 verläuft vom Stadtzentrum weiter südöstlich bis nach Heidelberg. Sie schneidet die A 6 im Autobahnkreuz Mannheim und die A 5 im Autobahnkreuz Heidelberg.
Im Süden verbinden die B 36 und die sich anschließende B 535 die Stadt mit Schwetzingen und der südlichen Kurpfalz sowie über die Anschlussstelle Mannheim/Schwetzingen mit der A 6 in Richtung Süden.
Aus dem Westen ist Mannheim über die A 650 zu erreichen, die bis an die Stadtgrenze von Ludwigshafen reicht. Von dort aus führen die beiden vierspurig ausgebauten Bundesstraßen 44 und 37 am Rhein über die Kurt-Schumacher- bzw. Konrad-Adenauer-Brücke bis ins Mannheimer Zentrum.

## Stadtverkehr

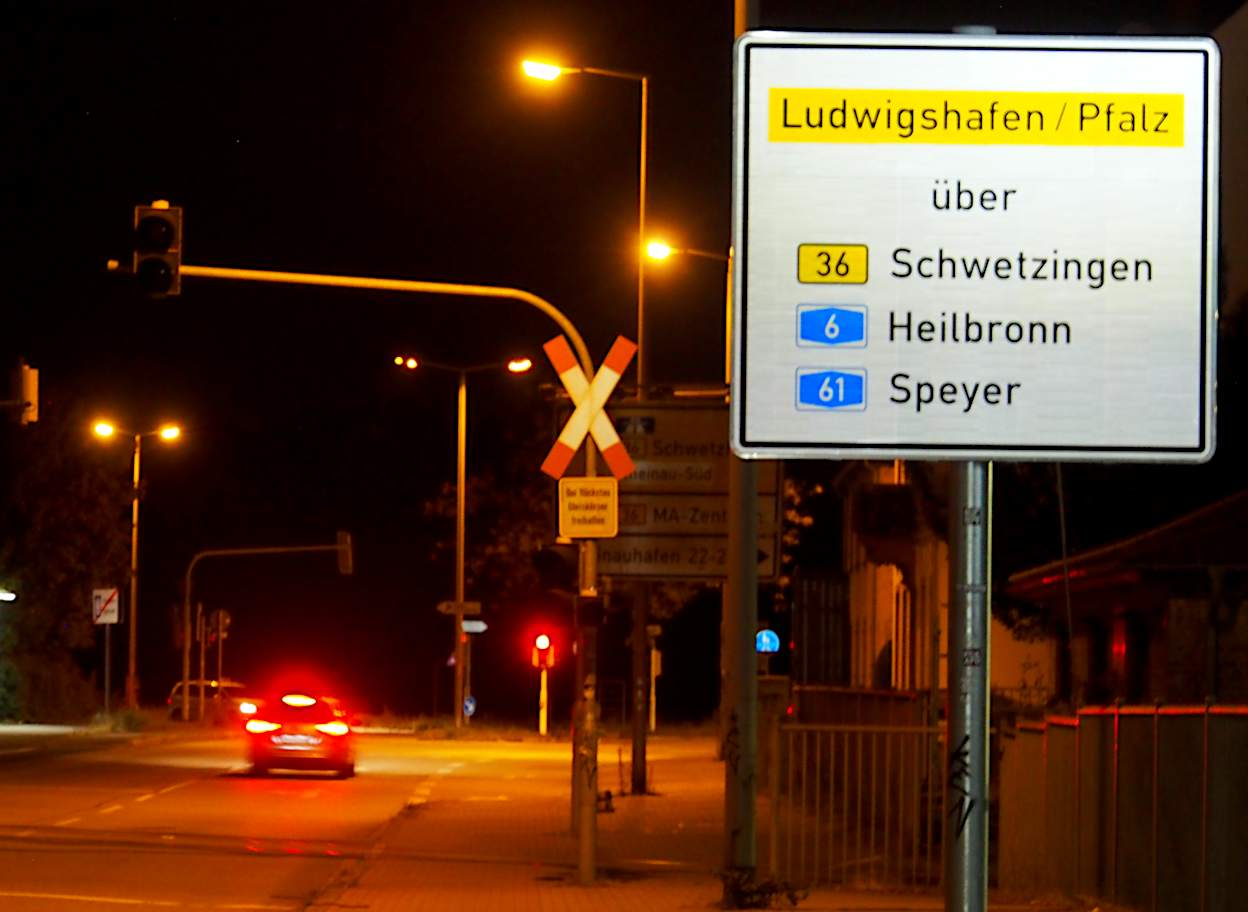
Seit der Straßenzug B 36/B 37 unterbrochen ist, wird zur Entlastung des innerstädtischen Straßennetzes der rheinquerende Verkehr über den Autobahnring umgelenkt.

Seit dem 1. März 2008 besteht in der Mannheimer Innenstadt eine Umweltzone. Wohngebiete sind großenteils als Tempo-30-Zonen gestaltet. Durch günstige, zeitlich differenzierte Ampelschaltungen (Grüne Welle) auf den Hauptverkehrsstraßen der Stadt wird der Verkehrsfluss positiv beeinflusst. Die B 36 wird südlich des Mannheimer Hauptbahnhofs als Südtangente an der Innenstadt, u. a. durch den Fahrlachtunnel, vorbeigeführt.

## Brücken
- Carlo-Schmid-Brücke (B 38a über den Neckar)
- Diffenébrücke auf die Friesenheimer Insel
- Friedrich-Ebert-Brücke (B 38 über den Neckar)
- Jungbuschbrücke (B 44 über den Neckar)
- Kurpfalzbrücke über den Neckar
- Kurt-Schumacher-Brücke (B 44 über den Rhein nach Ludwigshafen)
- Konrad-Adenauer-Brücke (B 37 über den Rhein nach Ludwigshafen)
- Neckarauer Übergang über die Bahnanlagen
- Neckarbrücke (Mannheim-Seckenheim)
- Theodor-Heuss-Brücke (A 6) über den Rhein, nördlich der Stadt